# Тумкур
Тумкур (кн. ತುಮಕೂರು) је град у Индији у држави Карнатака. Према незваничним резултатима пописа 2011. у граду је живело 305.821 становника.

## Становништво
Према незваничним резултатима пописа, у граду је 2011. живело 305.821 становника.
| 1991.   | 2001.   | 2011.   |
| ------- | ------- | ------- |
| 138.903 | 248.929 | 305.821 |